# Ирина Бељска
Ирина Бељска (укр. Ірина Миколаївна Бельська; Харковска област, 14. новембра 1958) је украјински астроном, специјалиста за спектроскопију и полариметрију малих тела Сунчевог система, шеф Катедре за физику астероида и комета Института за астрономију Харковског националног универзитета и добитница Државне награде Украјине за науку и технологију 2010.

## Биографија
Рођена је 14. новембра 1958. у Харковској области. Завршила је специјализовану школу за физику и математику са златном медаљом 1975. и уписала је астрономију на Универзитету у Харкову. Дипломирала је 1980. са почастима и почела да ради у Харковској опсерваторији. Одбранила је докторску дисертацију „Фотометрија и полариметрија астероида М-типа” 1987.
Радила је у Астрономској опсерваторији Упсала (Шведска, 1992—1993) и Париској опсерваторији (Француска, 2002—2004). Добитница је стипендије Америчког астрономског друштва и Шведског института 1992, Немачке службе за академску размену 2000, Европске свемирске агенције 2003, Међународног института за свемирске науке 2008. и међународне стипендије Марије Кири 2009. Одбранила је докторску дисертацију „Оптичка својства површине астероида, кентаура и тела Кајперовог појаса” 2008.
Добитница је Државне награде Украјине за науку и технологију за колективни рад „Унапређење теоријских основа, развој и примена полариметријских техника и инструмената за даљинска истраживања објеката Сунчевог система помоћу земаљских, авионских и свемирских средстава” 2010. године.

## Награде и признања
- Државна награда Украјине за науку и технологију 2010. године[2]
- Награда Међународне академије астронаутике за најбољу фундаменталну научну књигу 2009. године[4]
- Астероид 8786 Бељска је добио име по њој[5]